# 洛丹-拉杜瓦斯
洛丹-拉杜瓦斯（法語：Laudun-l'Ardoise，法語發音：[lodœ̃ laʁdwaz]）是法国加尔省的一个市镇，位于该省东北部，属于尼姆区。该市镇由洛丹（Laudun）和拉杜瓦斯（L'Ardoise）等村镇组成。

## 地理
洛丹-拉杜瓦斯（44°6'18"N, 4°39'27"E）面积34.19 平方千米，位于法国奧克西塔尼大區加尔省，该省份为法国南部沿海省份，南端濒地中海，北起顺时针与阿尔代什省、沃克吕兹省、罗讷河口省、埃罗省、阿韦龙省和洛泽尔省接壤。
与洛丹-拉杜瓦斯接壤的市镇（或旧市镇、城区）包括：塞茲河畔巴尼奧勒、科多莱、科诺、蒙福孔、奥尔桑、圣热涅斯-德科莫拉斯、圣洛朗德萨布尔、圣维克托拉科斯特、特雷斯克、圣保罗莱丰、卡德鲁斯。

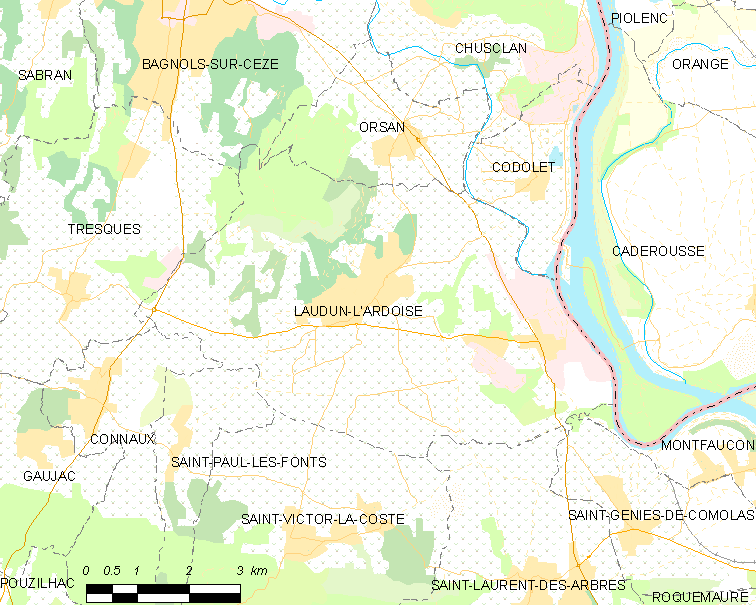
洛丹-拉杜瓦斯的OSM定位图

洛丹-拉杜瓦斯的时区为UTC+01:00、UTC+02:00（夏令时）。

## 行政
洛丹-拉杜瓦斯的邮政编码为30290，INSEE市镇编码为30141。

## 政治
洛丹-拉杜瓦斯所属的省级选区为罗克莫尔县。

## 人口

1962-2008年间洛丹-拉杜瓦斯人口变化图示

洛丹-拉杜瓦斯于2022年1月1日时的人口数量为6673人。

## 友好城市
德国 瓦尔德索尔姆斯